# 사카이 메이
사카이 메이(酒井 萌衣,さかい めい, 1997년 12월 13일 - )는 일본 여성 아이돌 그룹 전 SKE48의 멤버이다. 비츠믹 소속.

## 개요
- 전 SKE48 팀E 멤버.
- 2017년 3월 31일, SKE48 팀E 졸업.